# Associazione Calcio Asti T.S.C. 1980-1981
Questa voce raccoglie le informazioni riguardanti l'Associazione Calcio Asti T.S.C. nelle competizioni ufficiali della stagione 1980-1981.

## Rosa
| N. |                   | Ruolo | Calciatore        |
| -- | ----------------- | ----- | ----------------- |
|    | Italia (bandiera) | D     | Maurizio Berruti  |
|    | Italia (bandiera) | P     | Roberto Bocchino  |
|    | Italia (bandiera) | P     | Daniele Bonati    |
|    | Italia (bandiera) |       | Colarelli         |
|    | Italia (bandiera) | D     | Giovanni Colzato  |
|    | Italia (bandiera) | C     | Claudio Cremonesi |
|    | Italia (bandiera) | C     | Maurizio De Fraia |
|    | Italia (bandiera) | D     | Mario Dell'Anna   |
|    | Italia (bandiera) |       | Falanga           |
|    | Italia (bandiera) | D     | Paolo Ferla       |
|    | Italia (bandiera) | C     | Antonio Fontanesi |
|    | Italia (bandiera) | C     | Giovanni Frinzi   |
|    | Italia (bandiera) | C     | Franco Gottardo   |
|    | Italia (bandiera) | C     | Andrea Locatelli  |

| N. |                   | Ruolo | Calciatore             |
| -- | ----------------- | ----- | ---------------------- |
|    | Italia (bandiera) | A     | Salvatore Lomanno      |
|    | Italia (bandiera) | C     | Domenico Marchese      |
|    | Italia (bandiera) |       | Miglia                 |
|    | Italia (bandiera) | D     | William Nicoloso       |
|    | Italia (bandiera) | D     | Mauro Porta            |
|    | Italia (bandiera) | D     | Walter Presotto        |
|    | Italia (bandiera) | A     | Alessandro Quagliaroli |
|    | Italia (bandiera) |       | Roda                   |
|    | Italia (bandiera) | C     | Giorgio Rotini         |
|    | Italia (bandiera) | C     | Remo Saibene           |
|    | Italia (bandiera) |       | Sanfilippo             |
|    | Italia (bandiera) | C     | Giorgio Skoglund (II)  |
|    | Italia (bandiera) | D     | Flavio Tonetto         |
|    | Italia (bandiera) | A     | Dario Tosetti          |